# Sô-cô-la thỏi

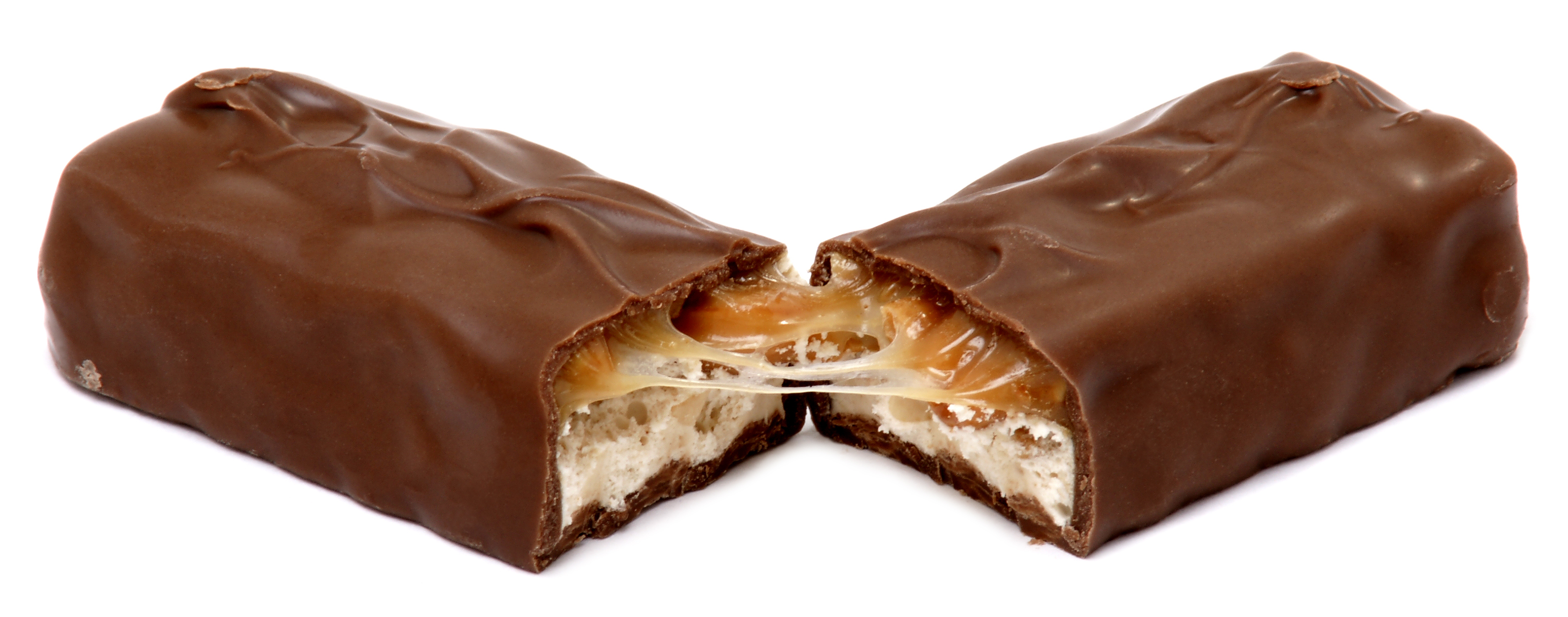
Một thanh sô-cô-la

Thanh sô-cô-la hay thỏi sô-cô-la là một loại bánh kẹo Sô-cô-la ở dạng thanh, trong thanh sô-cô-la có thể bao gồm một số hoặc tất cả các thành phần gồm ca cao, bơ ca cao, đường, sữa... Sự tồn tại hay thiếu của các thành phần này hình thành các loại sô-cô-la như sô-cô-la đen, sô-cô-la sữa và sô-cô-la trắng. Ngoài những thành phần chính, nó có thể chứa chất nhũ hoá như lecithin đậu nành và hương liệu như vani.
Có nhiều loại thỏi sô-cô-la như sô-cô-la sữa, sô cô la đen, sô cô la trắng, sô cô la bơ đậu phộng và nhiều hơn nữa. Sô-cô-la dạng thỏi là một trong những hình thức sô-cô-la thông dụng và phổ biến trên thế giới. Ngày nay, một thanh sô-cô-la là một loại bánh kẹo thường được đóng gói trong thành phần của nó có thể có một lớp bánh xốp để định hình và thường được bọc bằng sô cô la, ngoài ra nó có thể rắc thêm đậu phộng... Một thanh sô-cô-la như thế có thể có giá trị năng lượng tương đương cho một bữa ăn nhẹ cho một người.

## Tổng quan
Vào thế kỷ 19, hầu như tất cả các loại bánh kẹo thường được bán theo trọng lượng (bán theo cân, ký, lạng...), bề ngoài ít được quan tâm, thường là đóng thành các bao, bịch lớn. Sự ra đời của những thỏi sô-cô-la được sử dụng để làm đồ uống hay món tráng miệng và có thể bảo quản tốt. Ban đầu nó có nhiều hình thức như sau này hình thức thỏi đầu tiên và viên nén trở nên phổ biến.

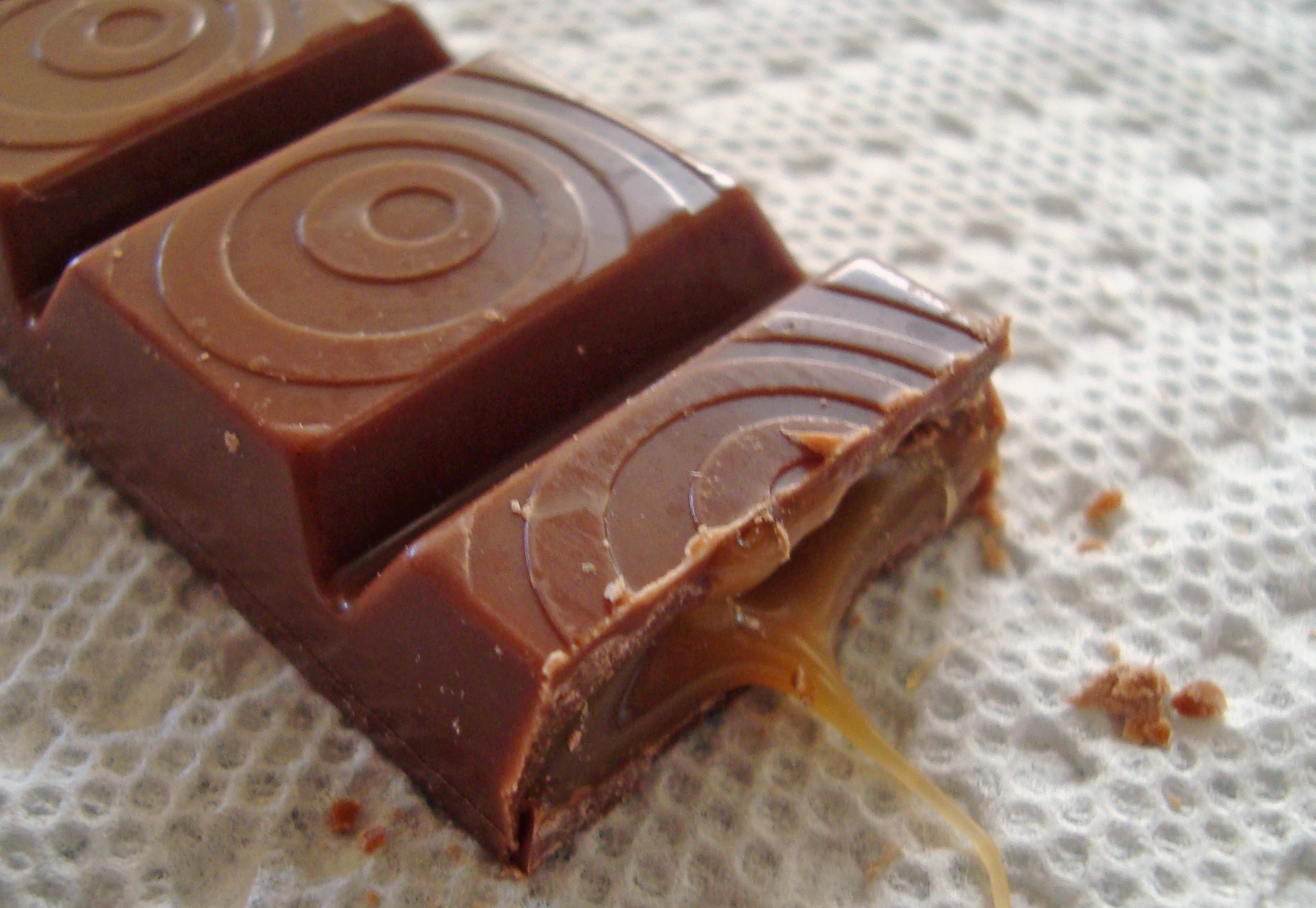
Một thanh sô cô la đặc

Hình thức thanh kẹo đã phát triển từ tất cả các cuối thế kỷ 19 như là một cách đóng gói và bán kẹo thuận tiện hơn, cho cả người mua và người bán. Năm 1847, nhà máy sản xuất sô cô la của Fry ở Anh đã đúc thanh sô-cô-la đầu tiên phù hợp với thị hiếu và phục vụ cho tiêu dùng rộng rãi. Nhiều công ty bắt đầu sản xuất thanh Chocolate vào năm 1866.
Trên 220 sản phẩm đã được giới thiệu trong những thập kỷ sau đó. Tại Mỹ, hầu hết các thanh kẹo tung ra thị trường với giá mười xu, năm xu trong cuộc Đại suy thoái, và quay trở lại đến mười xu sau khi chiến tranh thế giới thứ II. Mức giá này vẫn ổn định cho đến cuối những năm 1960. Trong nửa đầu của thế kỷ 20 ở Mỹ, đã có hàng ngàn thanh kẹo khác nhau được sản xuất và phân phối tại địa phương hoặc khu vực trên thế giới.

## Một số kỷ lục
Năm 2010, Công ty Grand Candy của Armenia ra mắt thanh socola dài tới 560 cm, rộng 275 cm, dày 25 cm. Thanh socola khổng lồ này được làm hoàn toàn bằng chất liệu tự nhiên và chứa tới 70% lượng cacao. Theo đo đạc của Hội đồng Kỷ lục thế giới Guinness, thanh socola này nặng tới 4.410 kg và được coi là nặng nhất từ trước đến nay. Công ty Grand Candy cho hay mục đích sản xuất ra thanh socola này là để kỷ niệm 10 năm thành lập công ty bánh kẹo hàng đầu ở Armenia này.
Năm 2011,cửa hàng bánh kẹo lớn nhất nước Anh Thorntons đã làm ra thanh sô-cô-la hình vuông có khối lượng gần 5.800 kg (gần 6 tấn), tương đương với khối lượng của hai con voi. Trong khi đó, cạnh của nó 4 mét, dài hơn 2 lần chiều cao trung bình của một người đàn ông. Để làm nên thanh kẹo khổng lồ này, Thorntons đã phải mất 50 người cùng đổ sô-cô-la vào khuôn trong vòng 10 giờ và phải mất tiếp 3 ngày để làm lạnh.

## Các nhà sản xuất
Sau đây là danh sách một số nhà sản xuất sô cô la thanh có tiếng trên thế giới.
- Cadbury
- Ferrero
- Ganong Bros.
- Goetze's Candy Company
- The Hershey Company
- Idaho Candy Company
- Ion
- Kraft Foods
- Lake Champlain Chocolates
- Lindt
- Loacker
- Mars, Incorporated
- Nestlé
- Necco
- Peter Paul Candy Manufacturing Company
- Prestat
- Ritter Sport
- Sucre Sweet Boutique
- Tootsie Roll Industries
- Topps
- World's Finest Chocolate
- Galaxy